# Las Talitas
Las Talitas – miasto w Argentynie, położone w środkowej części prowincji Tucumán.

## Opis
Miejscowość została założona 16 sierpnia 1986 roku. Przez miasto przebiega droga dwujezdna RN9.